# Neotabuda longestylata
Neotabuda longestylata är en tvåvingeart som beskrevs av Lyneborg 1980. Neotabuda longestylata ingår i släktet Neotabuda och familjen stilettflugor. Inga underarter finns listade i Catalogue of Life.